# Isla de Poro
La isla de Poro es una isla perteneciente a la provincia filipina de Cebú. Se encuentra al este de la isla de Cebú y al oeste de la isla de Leyte.

## Geografía
Es una de las cuatro islas Camotes, junto con las de Pacijan, la Ponson y Tulang.
Aparece descrita en el segundo volumen del Diccionario geográfico, estadístico, histórico de las Islas Filipinas (1851) de Manuel Buzeta Núñez y Felipe Bravo con las siguientes palabras:

PORO: isla adscrita á la prov. de Cebú; hállase su centro en los 128° long. 10° 39' lat., tiene 2 ½ leg. de larga y 1 ¾ de ancha, en ella está situado el pueblo de su mismo nombre, y su terr. y prod. los espresamos en el art. del referido pueblo.
(Buzeta y Bravo, 1851, p. 407)

## Organización territorial
En esta isla se hallan 2 ciudades, Poro y Tudela.